# Rhamnella caudata
Rhamnella caudata är en brakvedsväxtart som beskrevs av Elmer Drew Merrill och Chun. Rhamnella caudata ingår i släktet Rhamnella och familjen brakvedsväxter. Inga underarter finns listade i Catalogue of Life.